# Ronde van Lombardije 1925
De Ronde van Lombardije 1925 was de 21e editie van deze eendaagse Italiaanse wielerwedstrijd, en werd verreden op zondag 4 november 1925. Het parcours leidde van Milaan naar Milaan en ging over een afstand van 251 kilometer. De wedstrijd werd gewonnen door de Italiaan Alfredo Binda na een solo van 70 kilometer. De als tweede geëindigde Costante Girardengo, die finishte op 6 minuten en 45 seconden, werd gediskwalificeerd vanwege het missen van de controlepost bij Grantola.

## Uitslag
| Ronde van Lombardije 1925 |                     |                   |          |
| Plaats                    | Naam                | Ploeg             | Tijd     |
| Winnaar                   | Alfredo Binda       | Legnano-Pirelli   | 8u43'40" |
| 2                         | Battista Giuntelli  | Atala             | +8'20"   |
| 3                         | Ermanno Vallazza    | Legnano-Pirelli   | +10'30"  |
| 4                         | Adriano Zanaga      | Legnano-Pirelli   | +15'00"  |
| 5                         | Giovanni Brunero    | Legnano-Pirelli   | z.t.     |
| 6                         | Bartolomeo Aimo     | Alcyon-Dunlop     | +15'01"  |
| 7                         | Egidio Picchiottino |                   | z.t.     |
| 8                         | Marco Giuntelli     | Atala             | +16'30"  |
| 9                         | Giuseppe Pancera    | Aliprandi-Pirelli | +17'40"  |
| 10                        | Michele Robotti     |                   | z.t.     |

1905 · 1906 · 1907 · 1908 · 1909 · 1910 · 1911 · 1912 · 1913 · 1914 · 1915 · 1916 · 1917 · 1918 · 1919 · 1920 · 1921 · 1922 · 1923 · 1924 · 1925 · 1926 · 1927 · 1928 · 1929 · 1930 · 1931 · 1932 · 1933 · 1934 · 1935 · 1936 · 1937 · 1938 · 1939 · 1940 · 1941 · 1942 · 1943 · 1944 · 1945 · 1946 · 1947 · 1948 · 1949 · 1950 · 1951 · 1952 · 1953 · 1954 · 1955 · 1956 · 1957 · 1958 · 1959 · 1960 · 1961 · 1962 · 1963 · 1964 · 1965 · 1966 · 1967 · 1968 · 1969 · 1970 · 1971 · 1972 · 1973 · 1974 · 1975 · 1976 · 1977 · 1978 · 1979 · 1980 · 1981 · 1982 · 1983 · 1984 · 1985 · 1986 · 1987 · 1988 · 1989 · 1990 · 1991 · 1992 · 1993 · 1994 · 1995 · 1996 · 1997 · 1998 · 1999 · 2000 · 2001 · 2002 · 2003 · 2004 · 2005 · 2006 · 2007 · 2008 · 2009 · 2010 · 2011 · 2012 · 2013 · 2014 · 2015 · 2016 · 2017 · 2018 · 2019 · 2020 · 2021 · 2022 · 2023 · 2024 · 2025